# Seeburg (Kiel)

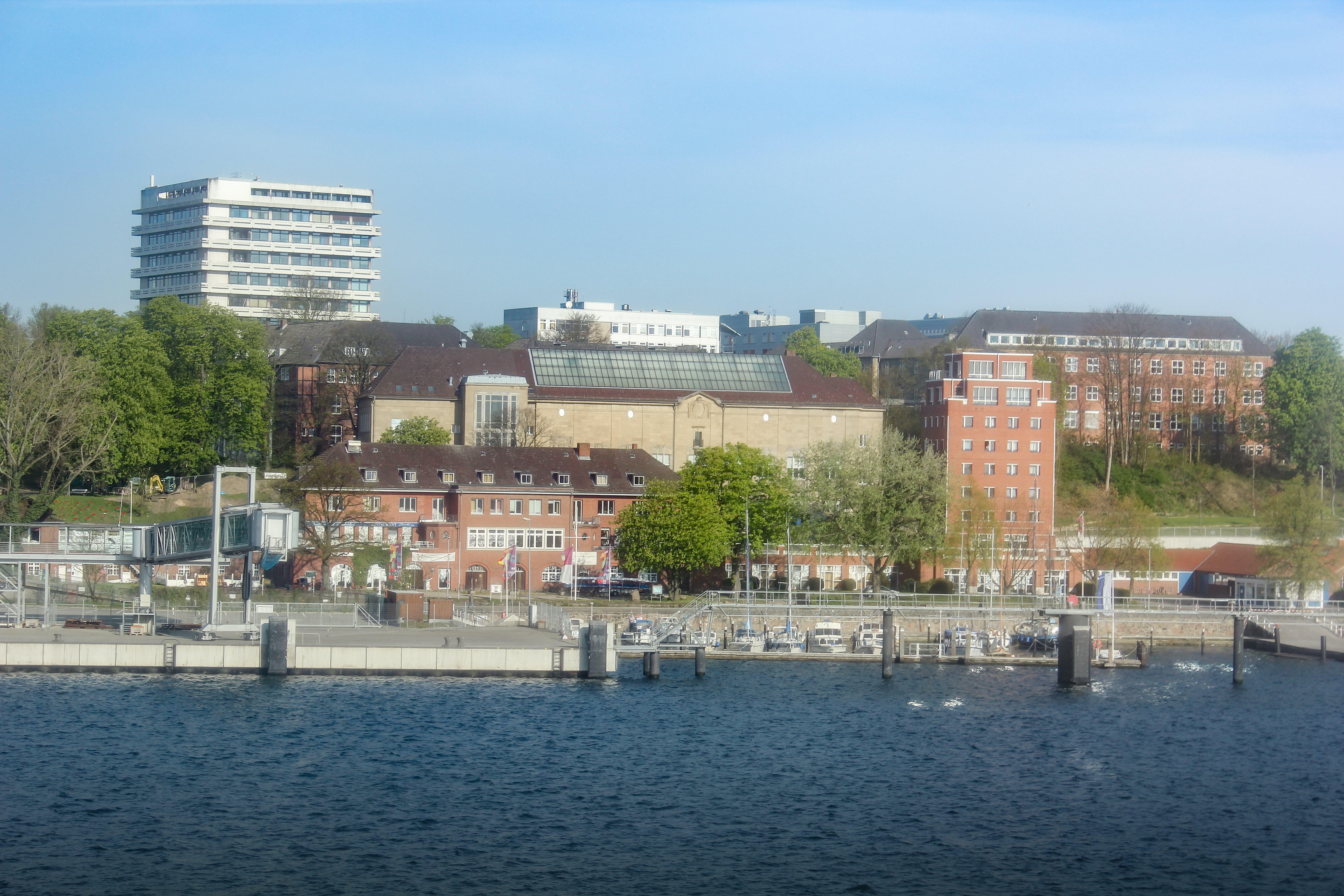
Fördeseite der Seeburg

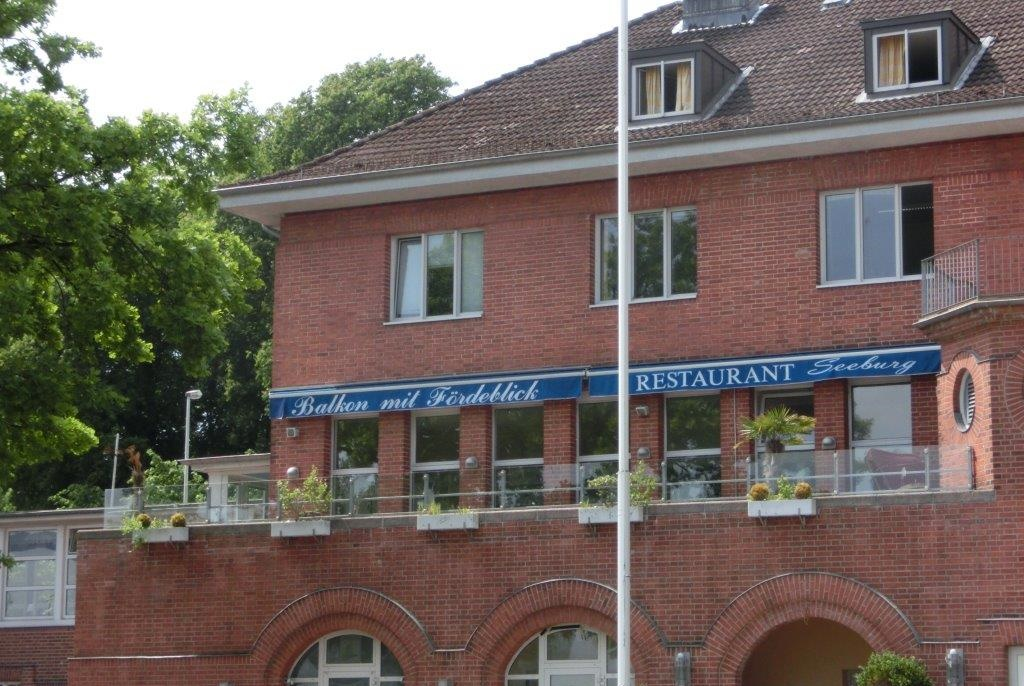
Die Seeburg mit dem ehemaligen Restaurant Kiellinie Nr. 1

Die Seeburg war ursprünglich ein Privathaus an der Kieler Förde gegenüber der Kunsthalle zu Kiel. Nach 123 Jahren wurde es 1907 abgerissen und durch einen Neubau für Studenten und Professoren der Christian-Albrechts-Universität zu Kiel ersetzt. Die Seeburg ist keine Burg im eigentlichen Sinne. Sie war nie Sitz eines adligen Ritters und hatte auch nie militärische Funktion. Der volkstümliche Name entstand offenbar aufgrund der Lage des Baus und seiner Erscheinung. Der Architekt Theodor Fischer ließ sich aber bei seinem Neubau durch den Namen inspirieren. Die Seeburg gehört zum Körperschaftsvermögen der Uni Kiel und wird aktuell vor allem als Büro- und Veranstaltungsfläche genutzt. Zukünftig soll das Gebäude als Schaufenster der Wissenschaft fungieren, das der Gesellschaft einen direkten Einblick in die Universität gibt und Angebote für die breite Öffentlichkeit bereithält.

## Richters Hof

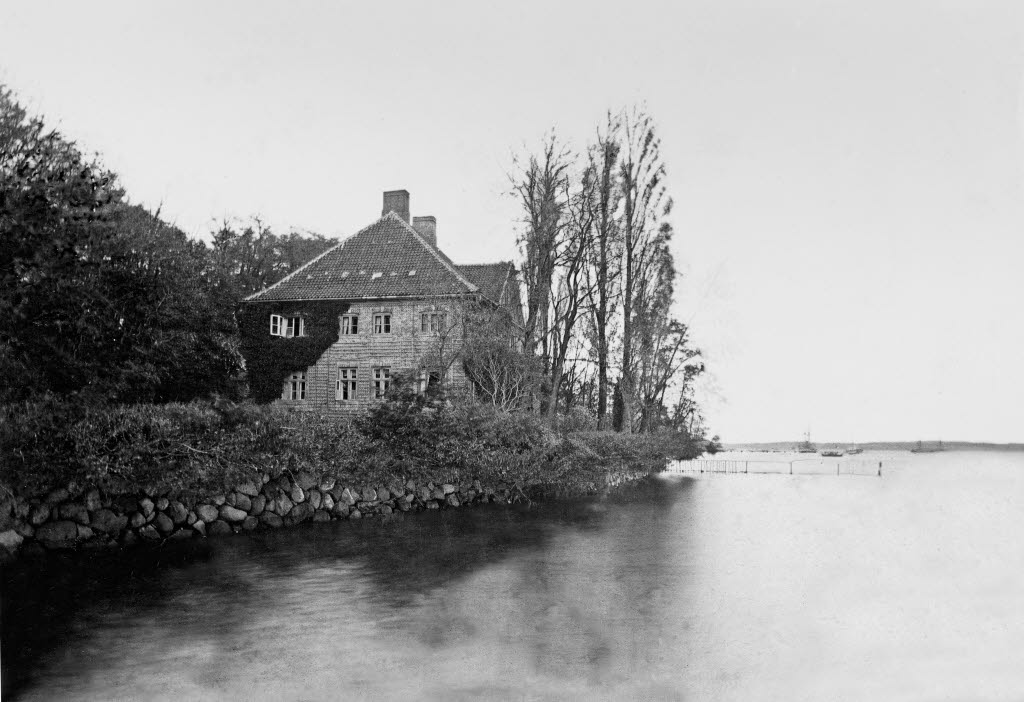
Richters Hof (1867)

Hier stand schon ein Haus, und zwar das älteste Wohngebäude am Düsternbrooker Weg, aus einer Zeit, als dieser noch ein einfacher Waldweg war, der in die Buchenhölzungen führte. Der königlich dänische Landesbaumeister Johann Adam Richter erwarb 1767 den Uferstreifen der Förde, der vom Kieler Schloss bis zum Schwanenweg reichte. Das alte Wachhaus (die Constabel-Wache) ließ er abbrechen. Auf dem Grundstück wurde zuerst am Strand Boden aufgeschüttet und darauf 1783/1784 ein Landhaus im Stil von Ernst Georg Sonnin errichtet, dessen Schüler er gewesen war. „Richters Hof“ war ein zweigeschossiger Backsteinbau, von Efeu umrankt. Wegen seiner Kompaktheit und der Lage am Wasser hieß er im Volksmund „Seeburg“.
1803 verkaufte Richter das Haus mit dem großen Garten an Graf Christian zu Rantzau, den Kurator der Universität. Auch nach dessen Tod im Jahr 1813 erhielt seine Frau, Gräfin Charlotte Rantzau, Tochter des dänischen Diplomaten Wilhelm Christoph Diede zum Fürstenstein, die Seeburg als geistigen Treffpunkt Kiels. Als die Universität 1907 das Grundstück erwarb, wurde das Gebäude wegen Hausschwamms noch im selben Jahr abgerissen.

## Studentenheim Seeburg

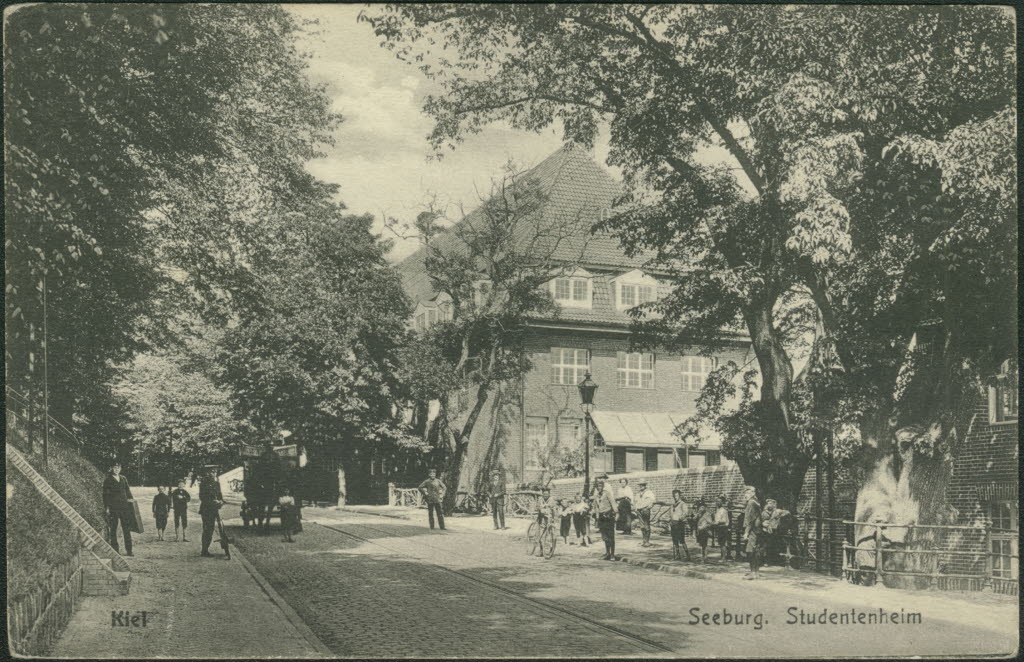
Studentenheim Seeburg (Postkarte etwa 1910)

Der Großkaufmann Theodor Wille (1818–1892) hatte seiner Heimatstadt Kiel 2 Millionen Mark mit der Bestimmung hinterlassen, dass „die Zinsen für Schulzwecke zunächst in Kiel selbst und dann auch für die Universität verwendet werden sollten“.
Wilhelm II. genehmigte das Studentenhaus im August 1906. Ursprünglich sollte das Gebäude zwischen Feldstraße und Niemannsweg entstehen; aber die Universität hatte inzwischen eine weitere Stiftung bekommen. Sie enthielt die Bedingung, dass das „Wille-Haus“ an der Wasserseite in Düsternbrook mit einem Festsaal und Nebengebäuden errichtet wird, die auch dem Lehrkörper und dem Verwaltungspersonal der Universität zur Verfügung stehen. Geeignet schien das Grundstück Düsternbrooker Weg 2, das Seeburggrundstück. Es lag in unmittelbarer Nähe der Universität am Schlossgarten und außerdem am Wasser, was für den studentischen Ruder- und Segelsport besonders günstig war. Die Stadt hatte das Grundstück erworben, um dort eine Stadthalle zu bauen, das Projekt dann aber für ungeeignet erachtet. So kam es zu Grundstücksverhandlungen mit der Universität, die mit Kaufvertrag vom 26. Oktober 1907 das Grundstück am Düsternbrooker Weg für 200.000 Mark erwarb. Am 14. Mai 1909 legte der amtierende Rektor Erich Schaeder der Universität in einer Feier den Grundstein für diesen Bau, der ein Erholungsheim für Studenten und Professoren werden sollte.
Theodor Fischer erhielt den Bauauftrag. Die Bauausführung lag beim Universitätsbauamt. Die Kosten zwangen dazu, die Höhe und Länge des Gebäudes zu reduzieren und auf einen Teil der geplanten Terrassen zu verzichten.

„Wollen wir eine pflicht- und verantwortungsbewußte, arbeitsfrohe und arbeitstüchtige Studentenschaft, dann ist unerläßliche Voraussetzung dafür eine Stählung der körperlichen Energie. Mit ihr geht nun einmal die geistige Hand in Hand. Die Feinde dieses körperlichen Kraftmaßes sind für den deutschen Studenten die oben genannten übertriebenen Trinksitten und die sittliche Laxheit im engeren Sinne des Wortes  beide, wie jeder Kenner studentischen Lebens weiß, nur zu oft unmittelbar zusammenhängend. Eine Hafenstadt und Großstadt wie Kiel tritt in diesen Beziehungen mit einer Fülle von Versuchungen an den jungen Mann jeder Lebensstellung, speziell auch an den Studenten heran. Demgegenüber kann neben anderen Dingen, von denen an dieser Stelle nicht zu reden ist, ein angemessen betriebener Sport bewahrend, ausschließend und im rechten Sinne belebend eingreifen. [...] Und in dieser Richtung soll das Seeburg-Unternehmen wirken.“

Am 12. November 1910 wurde die Seeburg in Anwesenheit von Prinz Waldemar von Preußen zugleich als Vertreter Sr. Kgl. Hoheit des Prinzen Heinrich von Preußen vom Rektor der Kieler Universität, Götz Martius, feierlich eingeweiht. In seiner Festrede führte er aus:

„Das Unternehmen, was hier verwirklicht ist, ist tatsächlich ein eigenartiges, ein neues. Nicht um ein beliebiges Heim für beliebige Bewohner, nicht um ein beliebiges Kasino für eine beliebige Gesellschaft, sondern um ein Heim, ein Haus, ein Kasino für Studierende handelt es sich. Und solche hat das Bedürfnis in Deutschland bisher nicht hervorgebracht.“

Zwei ähnliche Projekte habe es in den Deutschland schon gegeben, in Charlottenburg und Königsberg (Palaestra Albertina). Erfolg sei diesen Studentenheimen jedoch nicht beschieden gewesen. Die Seeburg aber „möge eine Stätte der Erholung und Anregung für viele werden, möge es dem fortschreitenden Bewußtsein der inneren Zusammengehörigkeit der cives academici dienen, möge es eine Stätte friedlichen Gemeinschaftslebens der verschiedensten akademischen Kreise sein“.

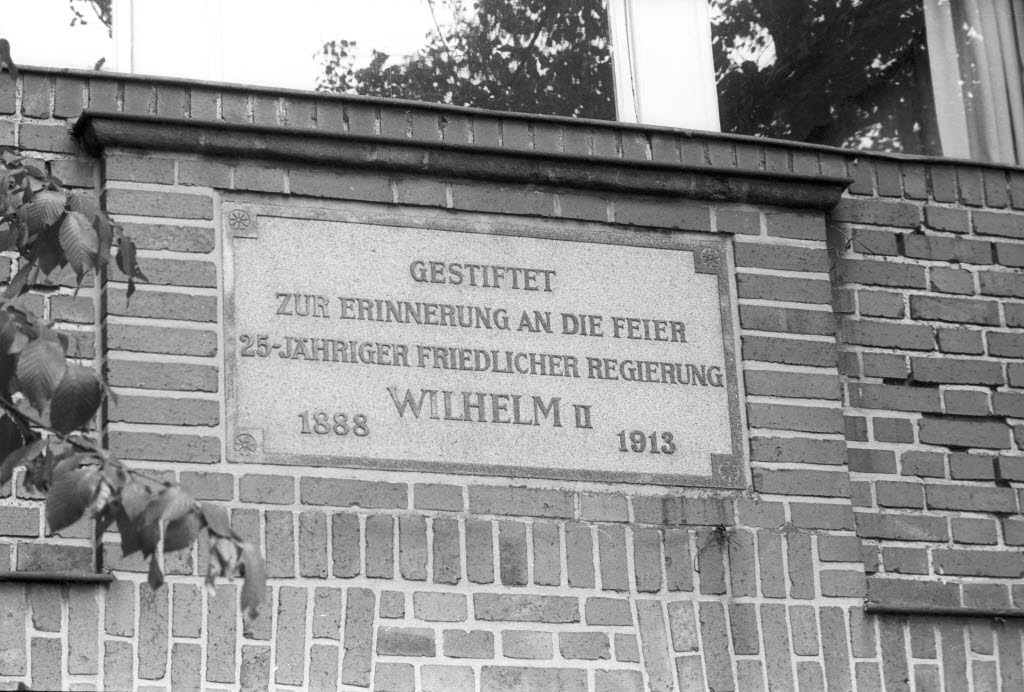
Gedenktafel 1913

Anfang 1913 wurde das Gebäude um eine Doppelkegelbahn auf der Südseite erweitert. Am Anbau wurde eine Gedenktafel „zur Erinnerung an die Feier 25-jähriger friedlicher Regierung“ Wilhelms II. angebracht.

## Nach dem Zweiten Weltkrieg

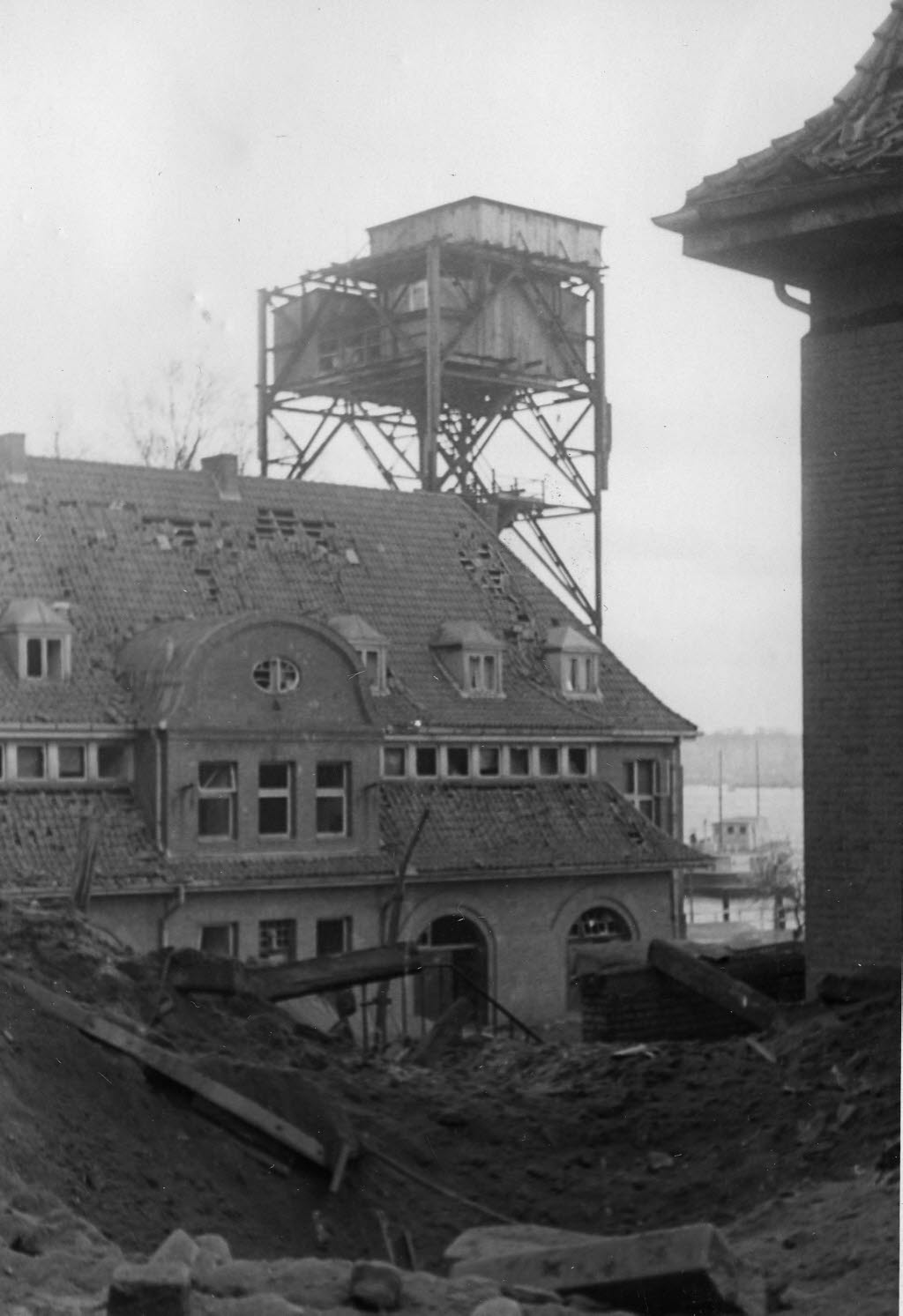
Luftangriff auf Kiel am 04. und am 05.01.1944: Flakstand auf der Seeburg blieb verschont

Im Zweiten Weltkrieg wurde das Gebäude bei den Luftangriffen auf Kiel schwer beschädigt. Der unzerstörte Anbau der Kegelbahn wurde zunächst als Notunterkunft genutzt. 1958 entschloss sich die Universität zu einem Umbau, der bis 1961 dauerte. Die Seeburg wurde in der Folge als Restaurant und Mensa, als Studentenwohnheim mit 27 Betten, vom Hochschulinstitut für Leibesübungen und von fünf Hochschulgruppen mit Aktivitäten im Wassersport genutzt. 1989 wurde das Internationale Begegnungszentrum (IBZ) mit 30 Appartements als Gästehaus der Universität nördlich an die Seeburg angebaut. Das Restaurant mit Mensa für Studierende am Universitätsklinikum und Mitarbeiter des benachbarten Instituts für Meereskunde wurde zunächst von verschiedenen, privaten Pächtern betrieben. 1997 übernahm das Studentenwerk Schleswig-Holstein das Restaurant, später auch die Gastwirtschaft Kiellinie No 1 im Untergeschoss und den Biergarten. Als der Mietvertrag 2012 auslief, zog sich das Studentenwerk zurück. Die Campus Suite übernahm die Räume und richtete ein Bistro ein, das aber 2016 endgültig schloss.

## Gegenwärtige Nutzung
In der Seeburg gibt es drei Veranstaltungsräume unterschiedlicher Größe, zwei davon mit einem fantastischen Blick auf die Kieler Förde, die sowohl von universitätsinternen als auch von externen Nutzern gemietet werden können. Die Vermietung läuft über das „Projekt Seeburg“, das am Geschäftsbereich Transfer der CAU angesiedelt ist. Während der Kieler Woche finden in Kooperation mit der Kieler Uni Live verschiedene (Vortrags-)Veranstaltungen in der Seeburg statt. Von April bis Oktober wird die wasserseitige Außenfläche der Seeburg als Biergarten genutzt.

## Zukünftige Nutzung
Voraussichtlich im Jahr 2025 wird im Glasbau (ehemals Campus Suite) ein Co-Learning Space vor allem für Schülerinnen, Schüler und Studierende entstehen – als einer von mehreren Lernorten in ganz Schleswig-Holstein, die im Rahmen des mit EU-Mitteln finanzierten Projektes Digital Learning Campus geschaffen werden. In einer freien Bootshalle soll eine Ausstellung zu zukunftsweisender Mobilität entwickelt werden.
Mittelfristig soll die gesamte Seeburg umgebaut und zur Wasserseite hin geöffnet werde. Als Schaufenster der Wissenschaft und Begegnungsort will die Seeburg der Gesellschaft einen direkten Einblick in die Universität gewähren, indem sie Angebote der Wissenschaftskommunikation und des Wissenstransfers für eine breite Öffentlichkeit schafft. Der Umbau soll in einer nachhaltigen und innovativen Bauweise umgesetzt werden.